# Kourong
Kourong est un village du Cameroun situé dans le département du Mayo-Kani et la Région de l'Extrême-Nord, à la frontière avec le Tchad. Il fait partie de la commune de Kaélé.

## Population
En 1969, la localité comptait 383 habitants, principalement des Moundang et des Peuls. Lors du recensement de 2005, 759 personnes y ont été dénombrées.